# Edwin Barclay
Edwin James Barclay (ur. 5 stycznia 1882, zm. 6 listopada 1955) – liberyjski polityk. Pełnił funkcję prezydenta Liberii od 3 grudnia 1930 do 3 stycznia 1944.

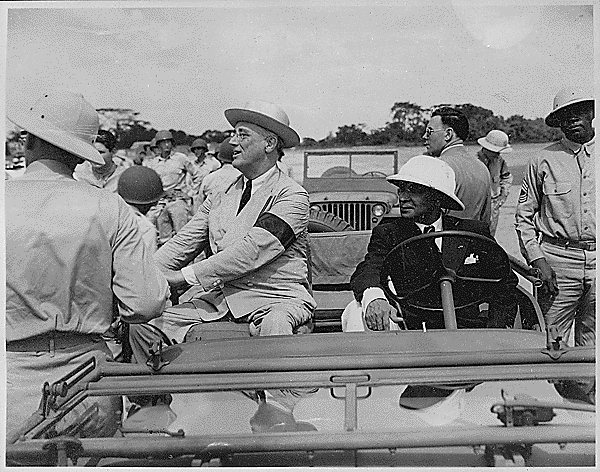
Franklin D. Roosevelt i prezydent Liberii – Edwin Barclay (27 stycznia 1943)